# Siegfried Kramarsky
Siegfried Kramarsky (* 14. April 1893 in Lübeck; † 25. Dezember 1961 in New York City) war ein deutsch-amerikanischer Bankier, Kunstsammler und Mäzen. Er leitete ab 1923 ein Bankhaus in Amsterdam und übersiedelte 1938 über Kanada in die Vereinigten Staaten. Zu seiner umfangreichen Kunstsammlung gehörten mehrere Gemälde von Vincent van Gogh und eine bedeutende Sammlung mit Porzellan und Keramiken.

## Leben
Siegfried Kramarsky wuchs in Lübeck auf. 1915 übersiedelte er nach Hamburg und arbeitete für das Bankhaus Lisser & Rosenkranz. Innerhalb weniger Jahre stieg er beruflich auf und wurde bald zum Teilhaber der Bank. 1921 heiratete er Violet (genannt Lola) Ingeborg Else Popper. Aus dieser Ehe gingen die Tochter Sonja und die Söhne Werner Hans (1926–2019) und Bernard hervor. 1923 zog die Familie in die Niederlande. Dort übernahm Siegfried Kramarsky die Leitung der Amsterdamer Filiale des Bankhauses. In den folgenden Jahren baute er zusammen mit seiner Frau eine bedeutende Kunstsammlung auf.
Als in den Niederlanden lebender deutscher Jude beobachtete Kramarsky in den 1930er-Jahren die Entwicklungen im nationalsozialistischen Deutschland. Er engagierte sich als Leiter des niederländischen Flüchtlingskomitees für die aus Deutschland in die Niederlande geflohenen Juden und politisch Verfolgten. Nach der Irrfahrt der St. Louis half er bei der Aufnahme und Verteilung der Flüchtlinge, die am 17. Juni 1939 in Antwerpen von Bord der St. Louis gegangen waren. Ihm selbst und seiner Familie gelang, dank der Hilfe seines Freundes Chaim Weizmann, des späteren ersten israelischen Staatspräsidenten, die Ausreise nach Kanada.
1940 konnte sich die Familie Kramarsky dauerhaft in New York City niederlassen. In New York engagierte sich Kramarsky für zahlreiche jüdische Organisationen. Hierzu gehörte die gemeinnützige Dachorganisation United Jewish Appeal, die American Jewish League for Israel, sowie die Frauenorganisation Hadassah, als deren Präsidentin seine Frau Lola mehrere Jahre tätig war. Zudem unterstützte er das Weizmann-Institut für Wissenschaften in Israel. Er war Mitglied im Freundeskreis der Hebräischen Universität Jerusalem (American Friends of Hebrew University).
Während der seit dem März 1952 im Kasteel Oud-Wassenaar in Wassenaar teils laufenden, teils stockenden Verhandlungen über einen Wiedergutmachungsvertrag zwischen Vertretern der Bundesrepublik Deutschland auf der einen Seite, darunter Kramarskys alter Freund Hermann Josef Abs, sowie Israel und der Jewish Claims Conference (JCC) auf der anderen Seite, die zum Luxemburger Abkommen führten, wirkte Kramarsky auf Abs ein, die Verhandlungen nicht scheitern zu lassen.

## Kunstsammlung
Zu den bekanntesten Stücken der Sammlung Kramarsky gehörten vier Gemälde von Vincent van Gogh, darunter zwei Bilder, die sich zuvor in deutschen Museen befanden. Aus der Berliner Nationalgalerie stammte das Gemälde Der Garten Daubignys und im Frankfurter Städel hing zuvor das Porträt des Dr. Gachet. Beide Bilder wurden 1937 als sogenannte „Entartete Kunst“ beschlagnahmt und kamen in die Sammlung von Hermann Göring, der sie zur Devisenbeschaffung an den Amsterdamer Bankier Franz Koenigs verkaufte. Noch vor dem Zweiten Weltkrieg verkaufte Koenigs das Bild Der Garten Daubignys an Siegfried Kramarsky. Später gelangte es in die Sammlung des Hiroshima Museum of Art. Die genauen Umstände, wie das Gemälde Porträt des Dr. Gachet in den Besitz von Kramarsky kam, sind ungeklärt. 1990 kam das Bild im New Yorker Auktionshaus Christie’s zur Versteigerung, wo es für 82,5 Millionen US-Dollar – der höchste bis dahin je für ein Gemälde bei einer Auktion gezahlte Betrag – den Besitzer wechselte. Kramarskys Tochter Sonja gab bereits 1987 Van Goghs Bild Die Brücke von Trinquetaille aus der Sammlung ihrer Eltern beim Londoner Auktionshaus Christie’s zur Versteigerung. Für 20,2 Millionen US-Dollar ging es an einen namentlich nicht bekannten Sammler. Das Bild befindet sich heute (2013) als Leihgabe im Kunsthaus Zürich. Ein weiteres Gemälde van Goghs, Schuhe, verkauften die Kramarsky-Erben 1992 an das Metropolitan Museum of Art in New York.

Vincent van Gogh
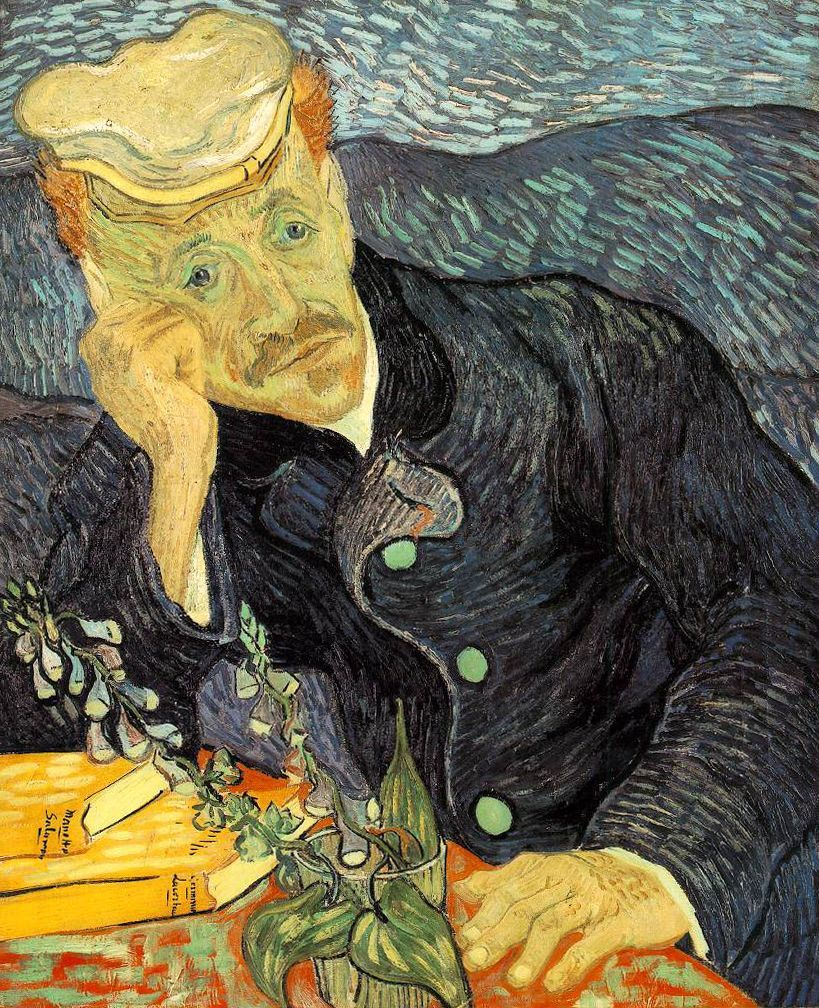
Porträt des Dr. Gachet 1890, Privatsammlung
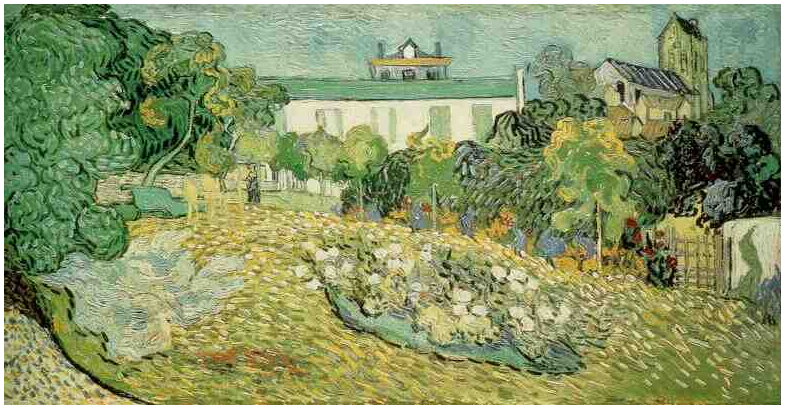
Der Garten Daubignys 1890, Hiroshima Museum of Art
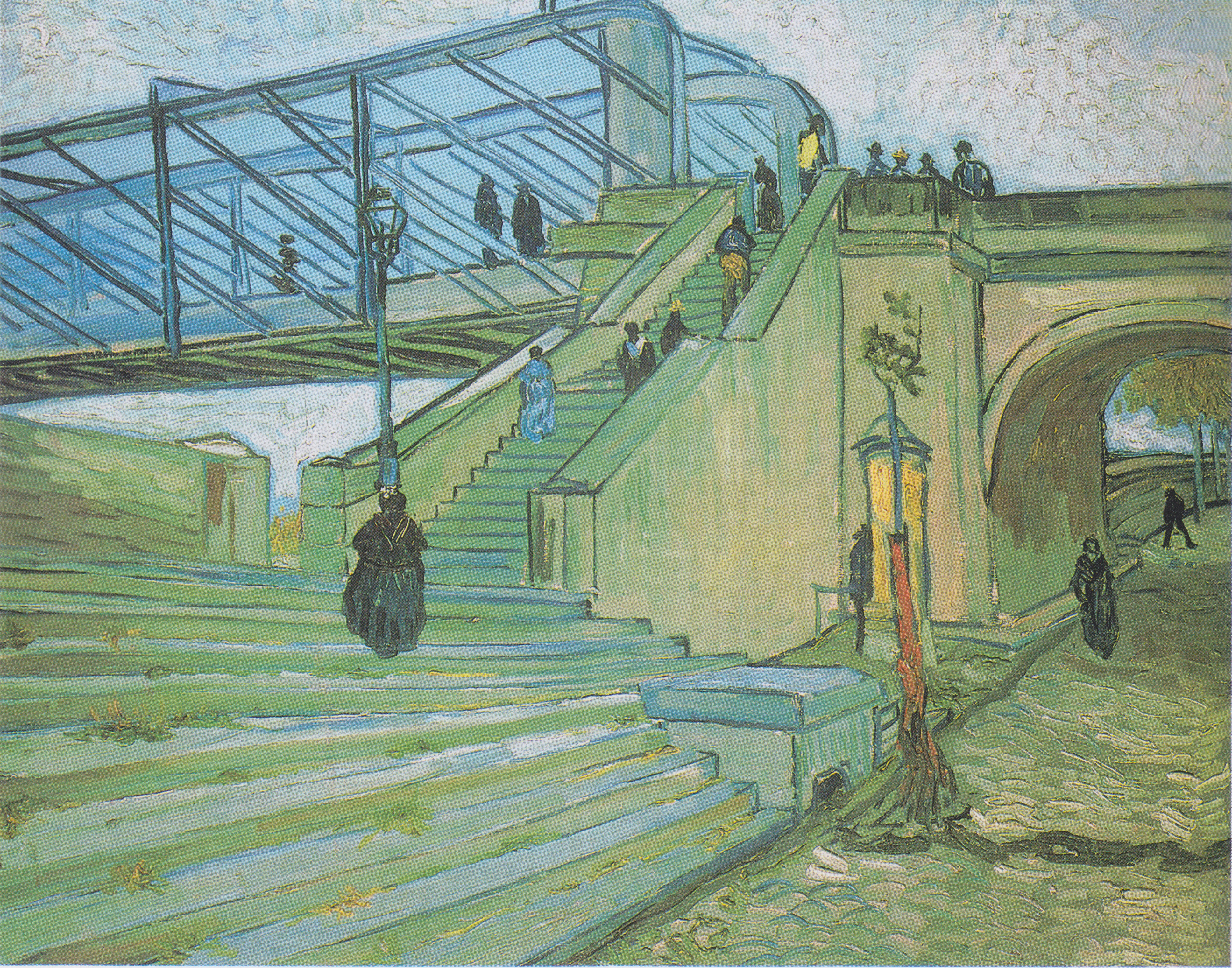
Die Brücke von Trinquetaille 1888, Privatsammlung, Leihgabe im Kunsthaus Zürich
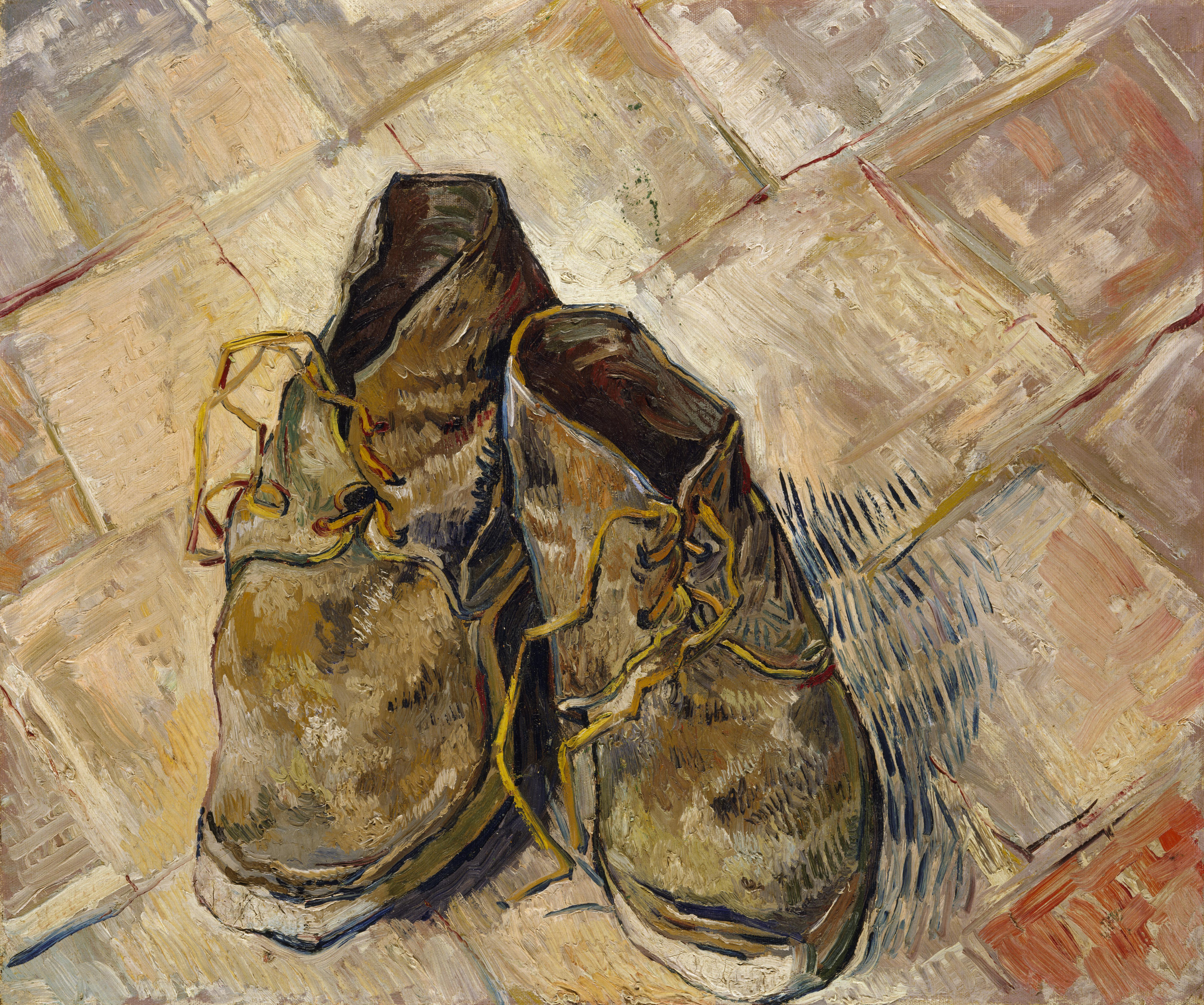
Schuhe 1888, Metropolitan Museum of Art

Weitere Werke der Sammlung waren die impressionistische Gouache-Arbeit Jeune paysanne à sa toilette von Camille Pissarro, sowie die Gemälde Gondola, Venedig und Buste de femme nue von Pierre-Auguste Renoir. Weiterhin gab es mit dem Aquarell Portrait de Vallier ein Werk von Paul Cézanne in der Sammlung und der niederländische Maler Jan Sluijters war mit dem Gemälde Porträt zweier Kinder vertreten. Im Bereich der älteren Kunst besaß Kramarsky für einige Jahre von Peter Paul Rubens das Gemälde Die Reise des Kardinalinfant Ferdinand von Spanien von Barcelona nach Genua im April 1633, das er 1942 an das Fogg Art Museum in Cambridge verkaufte. Zur Erinnerung an seine Eltern schenkte Bernard Kramarsky zusammen mit seiner Frau eine Zeichnung Kopf einer Frau von Antoine Watteau der Morgan Library & Museum.

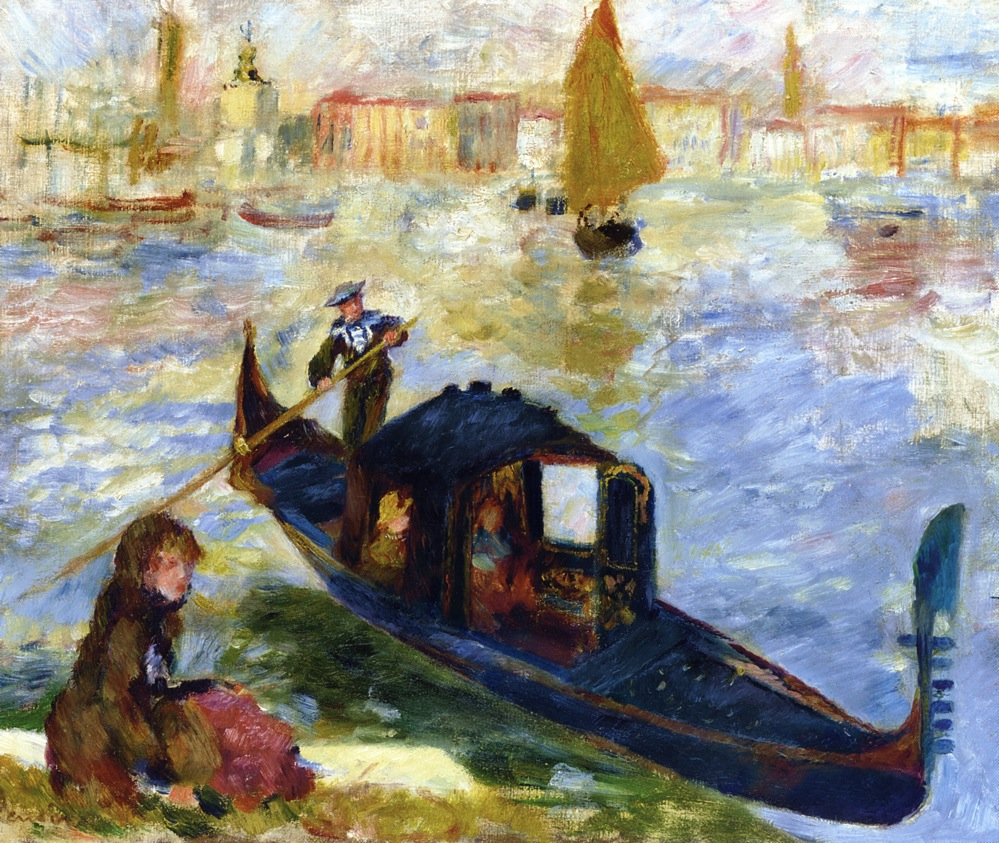
Pierre-Auguste Renoir: Gondola, Venedig 1881, Privatsammlung
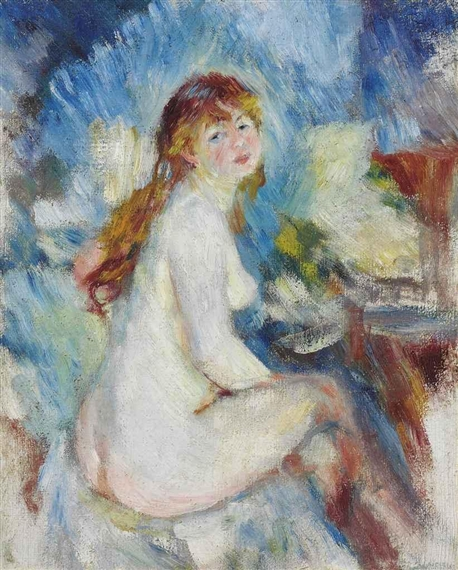
Pierre-Auguste Renoir: Buste de femme nue um 1879, Privatsammlung
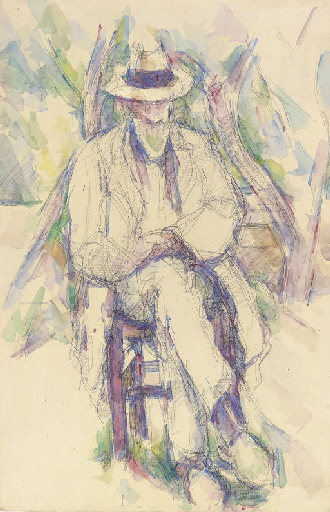
Paul Cézanne: Portrait de Vallier 1904–1906, Privatsammlung
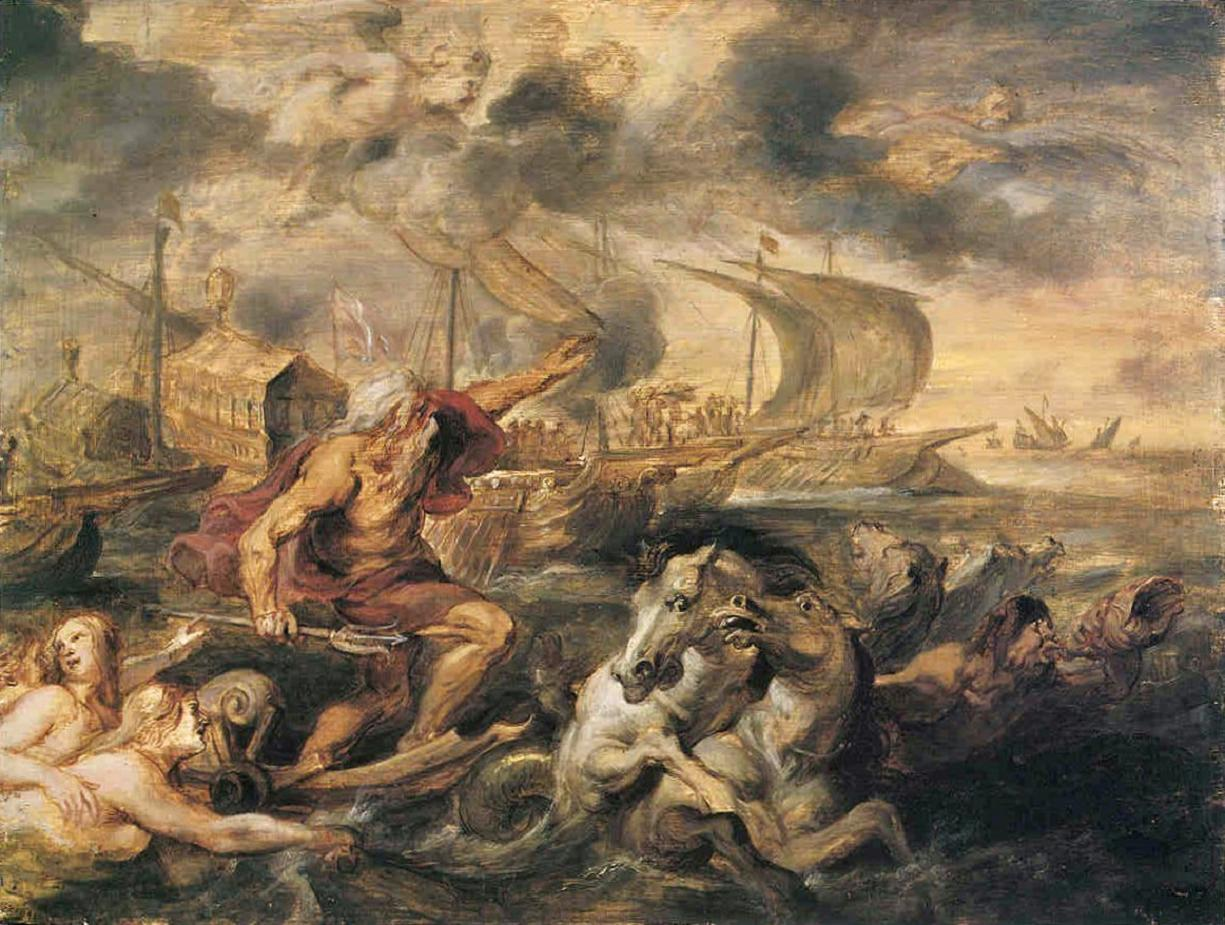
Peter Paul Rubens: Die Reise des Kardinalinfant Ferdinand von Spanien von Barcelona nach Genua im April 1633 1635, Harvard Art Museums/Fogg Museum

Darüber hinaus umfasste die Sammlung Kramarsky in größerem Umfang kunsthandwerkliche Arbeiten wie Porzellane und Keramiken. Das Sammlerpaar spezialisierte sich vor allem auf Meissener Porzellan, trug aber zudem auch Stücke der Wiener Porzellanmanufaktur, darunter frühe Arbeiten aus der Du-Paquier-Periode, sowie der Höchster Porzellanmanufaktur, der Fuldaer Porzellanmanufaktur oder der Porzellanmanufaktur Nymphenburg zusammen. Hinzu kamen Stücke der Fayence-Manufaktur Ansbach oder der Manufacture royale de porcelaine de Sèvres. Bedeutende Stücke ihrer Sammlung deutscher Fayencekrüge des 17. und 18. Jahrhunderts wurden 1983 in einem Katalog veröffentlicht.